# Kurjače
Kurjače (en serbe cyrillique : Курјаче) est un village de Serbie situé dans la municipalité de Veliko Gradište, district de Braničevo. Au recensement de 2011, il comptait 733 habitants.

## Démographie
| 1948  | 1953  | 1961  | 1971  | 1981  | 1991  | 2002 | 2011 |
| ----- | ----- | ----- | ----- | ----- | ----- | ---- | ---- |
| 1 420 | 1 408 | 1 440 | 1 427 | 1 378 | 1 335 | 964  | 733  |

|  |